# The Perfect Husband
The Perfect Husband è un film del 2014 diretto da Lucas Pavetto. Il film è stato presentato alla 34ª edizione del Fantafestival dove ha vinto il premio come miglior opera prima.

## Trama
Viola e Nicola stanno attraversando un periodo difficile. Il loro rapporto di coppia è stato messo a dura prova da un'interruzione di gravidanza che li ha travolti inaspettatamente. Per superare questa crisi decidono di passare un fine settimana in un vecchio chalet sperduto tra i boschi, ma tutto prenderà una china diabolica quando nella testa di uno dei coniugi si insinuerà un folle sospetto. Quello che doveva essere un tranquillo weekend muterà improvvisamente in un incubo mortale. Una convivenza difficile si trasformerà presto in un thriller al cardiopalma.

## Regia e cast
Lucas Pavetto, regista di piccoli cortometraggi horror, esordisce al cinema con questo suo primo lungometraggio, tratto dall'omonimo mediometraggio Il Marito Perfetto, che lo stesso Lucas Pavetto ha diretto nel 2011. La sceneggiatura è stata scritta dallo stesso Pavetto in collaborazione con Massimo Vavassori e il cast comprende Bret Roberts, Gabriella Wright, Tania Bambaci, Carl Wharton, Daniel Vivian, Philippe Reinhardt. Gli effetti speciali di trucco sono stati curati dalla Mauro Fabriczky Special Makeup Studio.

## Riconoscimenti
Il film è uscito nelle sale italiane nel dicembre 2014 ed è stato selezionato in festival di genere internazionali come il Fantasporto
e il macabro film festival. Ha ottenuto diversi riconoscimenti tra cui il premio Mario Bava alla trentaquattresima edizione del Fantafestival
- Premio Mario Bava Fantafestival (2014)[1]
- Miglior lungometraggio Weekend Of Fear (2015)[8]
- Miglior lungometraggio Vienna Fright Nights (2015)[9]
- Miglior lungometraggio Open Wound Horror Film Festival (2014)[10]
- Migliore musica European International Film Festival (2015)[11]
- Miglior montaggio e Miglior suono Macabre Faire Film Festival (2015)[12]